# Roberto Pagnin
Roberto Pagnin (nascido em 8 de julho de 1962) é um ex-ciclista italiano que competia em provas de ciclismo de estrada e pista. Ele participou em uma edição do Tour de France, dez do Giro d'Italia e cinco da Volta à Espanha. Competiu na prova de estrada individual, realizada nos Jogos Olímpicos de Verão de 1984 em Los Angeles.